# Krkonoše
Krkonoše (njem. Riesengebirge, pol. Karkonosze) su planine na granici Češke i Poljske u regiji Sudetima. 
Najviši vrh je Snežka (njem. Schneekoppe, pol. Śnieżka), koji je istovremeno najviši vrh Češke. Ime planine dolazi od germanskog plemena Corconti, koje je opisao grčki geograf Ptolomej. Na planini je izvor rijeke Labe (Elbe). Turistički su značajne mnoge toplice (najznačajnije su Janské Lázne) i mlinovi. Postoji i Nacionalni park Krkonoše (granični park i u Češkoj i u Poljskoj), koji je upisan na listu biosfere UNESCO-a.

## Vanjske poveznice
|  | Zajednički poslužitelj ima još gradiva o temi Krkonoše |